# Negros
Negros er en ø i Filippinerne. Øen er den fjerdestørste i landet med et samlet areal på 13.309,60 km². Negros er en af øerne i øgruppen Visayas, som danner den centrale region i landet.
Negros er en administrativ region, hvis officielle navn på engelsk er Negros Island Region (Hiligaynon: Rehiyon sang Pulo/Isla sang Negros; Cebuano: Rehiyon sa Isla sa Negros; Filippinsk: Rehiyon ng Pulo ng Negros) den forkortes også NIR. Regionen er den 18. og nyeste region i Filippinerne og består blandt andet af storbyen Bacolod og provinserne Negros Occidental og Negros Oriental og af flere øer og holme.
Regionen blev etableret under Executive Order No. 183, udstedt af præsident Benigno Aquino III den 29. maj 2015. Indbyggere fra øen kaldes negrensere (lokalt Negrosanons). Pr. 2015 er befolkningstallet i regionen 4.414.131.

## Historie

### Før kolonitiden
Negros blev oprindeligt kaldt Buglas, et gammelt hiligaynon ord, hvilket menes at betyde "afskåret", da man mener, at øen var blevet adskilt fra en større landmasse på grund af store vandmængder under den sidste istid. Blandt de tidligste indbyggere var Ati-folket, som var mørke i huden, og var en af flere etniske grupper af oprindelige Negrito etniske grupper, som var spredt over Asien og havde en unik kultur. Den vestlige del af øen blev hurtigt underlagt Madja-as fra naboøen Panay.

### Spansk kolonisering
Ved ankomsten til øen i april 1565, kaldte de spanske nygbyggere øen for Negros på grund af de sorte oprindelige folk, der boede på øen. To af de tidligste bebyggelser var Binalbagan og Ilog, disse blev til byer i henholdsvis 1573 og 1584, mens andre bebyggelser fra perioden bl.a. inkluderer Hinigaran, Bago, Marayo (nu Pontevedra), Mamalan (nu Himamaylan) og Candaguit. I 1572 etablerede kong Filip 2. af Spanien titlen Marques de Buglas til efterkommerne af Juan Sebastián Elcano, den første som navigerede rundt om jorden. Den nuværende Marquis er den 17. i rækken og bor i Silay City, Negros Occidental.

### Formation af regioner
Regioner blev først etableret den 24. september 1972, da Filippinernes provinser blev organiseret i 11 regioner af Præsidentielt dekret nr. 1 som en del af Integrated Reorganization Plan af præsident Ferdinand Marcos. Negros Occidental blev en del af Western Visayas (Region VI) mens Negros Oriental blev en del af Central Visayas (Region VII).